# Loupia
Loupia település Franciaországban, Aude megyében. Lakosainak száma 253 fő (2022. január 1.). Loupia Ajac, Alaigne, Donazac, Malras, Pauligne és Villelongue-d’Aude községekkel határos.

## Népesség
A település népessége az elmúlt években az alábbi módon változott:
| Lakosok száma | 254  | 218  | 221  | 211  | 240  | 242  | 240  | 239  | 241  | 253  |
|               | 1968 | 1982 | 1990 | 2006 | 2013 | 2015 | 2017 | 2019 | 2020 | 2022 |